# Pionieri mormoni con carretto a mano

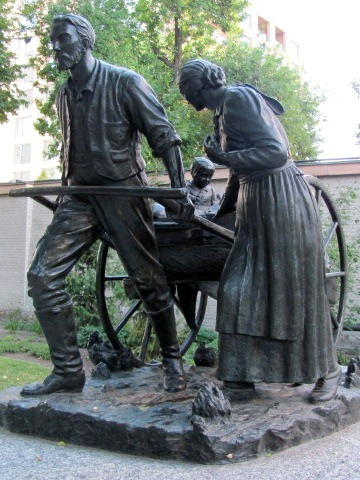
Una statua che commemora i Pionieri mormoni con carretto a mano nella piazza del Tempio di Salt Lake City, Utah

I Pionieri mormoni con carretto a mano furono i partecipanti alla migrazione dei membri della Chiesa di Gesù Cristo dei santi degli ultimi giorni verso Salt Lake City, Utah negli Stati Uniti d'America, che utilizzavano carretti a mano per trasportare i loro averi. La migrazione mormone dei carretti a mano iniziò nel 1856 e durò fino al 1860.
Incoraggiati ad unirsi ai membri della loro Chiesa nello Utah, ma mancando di fondi per tiri completi di buoi o cavalli, circa 3.000 Pionieri mormoni dall'Inghilterra, dal Galles, dalla Scozia e dalla Scandinavia fecero il viaggio dall'Iowa o dal Nebraska allo Utah divisi in dieci compagnie con carretti a mano. Il viaggio fu disastroso per due delle compagnie, che iniziarono il viaggio pericolosamente tardi e furono colte da pesanti nevicate e da rigide temperature nel Wyoming centrale. Nonostante un drammatico tentativo di salvataggio, più di 210 dei 980 pionieri di queste due compagnie morirono lungo il viaggio. John Chislett, un sopravvissuto, scrisse "Più di un padre ha continuato a tirare il proprio carretto su cui erano i suoi bambini piccoli fino al giorno prima di morire".
Nonostante meno del 10 percento dei migranti dei Santi degli ultimi giorni del 1847–1868 avessero compiuto il viaggio usando carretti a mano, i pionieri mormoni con carretto a mano diventarono un simbolo importante nella cultura dei Santi degli ultimi giorni, perché rappresentano la fedeltà e il sacrificio della generazione dei pionieri. Questi pionieri continuano ad essere ricordati e onorati in eventi come il Giorno del pioniere, parate della Chiesa e commemorazioni simili. I viaggi con il carretto a mano furono un tema ricorrente nella musica folk mormone del XIX secolo e sono citati in varie opere letterarie con tema I Santi degli Ultimi Giorni come il romanzo storico Fire of the Covenant di Gerald Lund, il romanzo In the Company of Angels di David Farland, e la breve storia di fantascienza West di Orson Scott Card.

## Antefatti alla migrazione

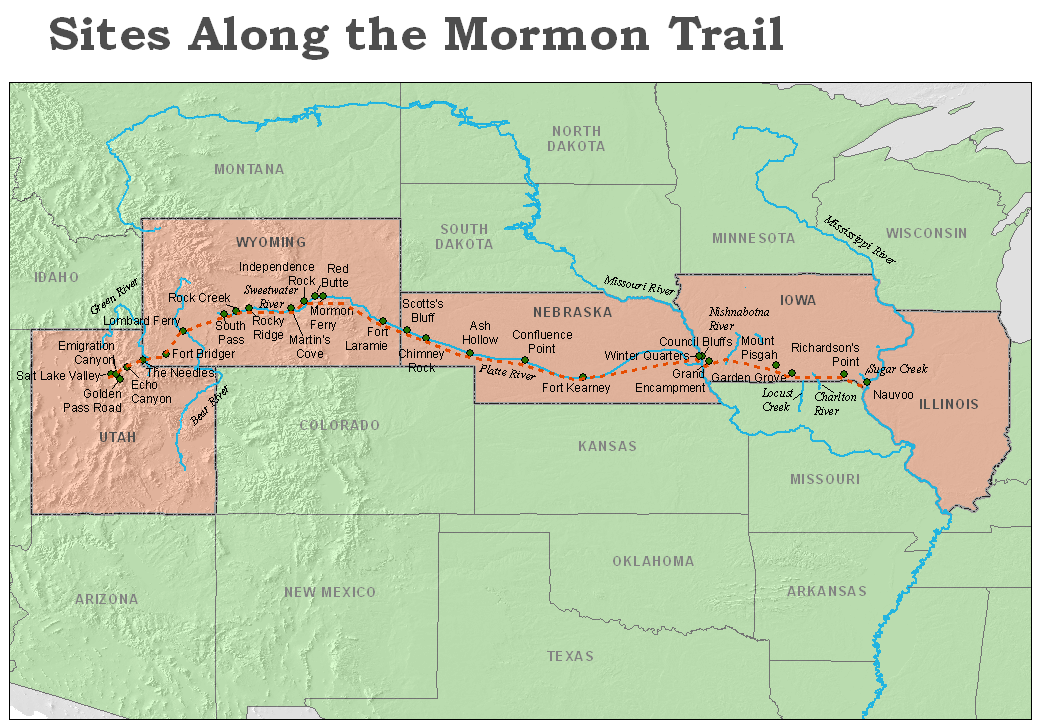
Il percorso del Mormon Trail, il tragitto seguito dai Pionieri mormoni

Nel 1830 la Chiesa dei Santi degli ultimi giorni fu fondata con la denominazione di Chiesa di Cristo. I primi membri della Chiesa incontravano spesso ostilità, in primo luogo a causa della loro pratica di ritirarsi dalla società secolare e di raccogliersi in luoghi per praticare le loro differenti credenze religiose. I loro oppositori si sentirono minacciati dalla rapida crescita numerica della Chiesa, dalla sua tendenza a votare come un blocco elettorale e ad acquisire potere politico, dalle sue rivendicazioni di favore divino e dalla pratica della poligamia. La violenza diretta contro la Chiesa e i suoi membri fece sì che il nucleo della Chiesa si spostasse dall'Ohio al Missouri, e quindi nell'Illinois. Malgrado i frequenti spostamenti, i membri della Chiesa non poterono sfuggire all'opposizione, che culminò nell'ordine di sterminio emesso dal Governatore del Missouri Lilburn Boggs contro tutti i Mormoni che vivevano nello Stato, e nell'assassinio del capo della Chiesa Joseph Smith nel 1844. Brigham Young, il successore di Smith come capo della Chiesa, disse che aveva ricevuto l'istruzione divina di organizzare i membri della Chiesa e di dirigersi oltre la frontiera occidentale degli Stati Uniti d'America

## Necessità delle compagnie con carretti a mano
Subito dopo l'arrivo nello Utah dei primi Pionieri mormoni (1847), la Chiesa iniziò a incoraggiare i suoi convertiti nell'arcipelago britannico e altrove in Europa, a immigrare negli Stati Uniti d'America e a giungere nello Utah. Dal 1849 al 1855, circa 16.000 Santi degli ultimi giorni europei viaggiarono in Utah via nave, ferrovia e quindi bue e carro. Benché molti di questi emigrati pagassero da sé le proprie spese, la Chiesa istituì il "Fondo perpetuo per l'emigrazione" (Perpetual Emigration Fund) per fornire assistenza finanziaria agli emigranti poveri perché viaggiassero verso ovest, fondo che avrebbero dovuto ripagare quando ne sarebbero stati in grado. Furono incoraggiate contribuzioni per incrementare il fondo.
Quando nel 1855, dopo un raccolto scarso nello Utah, le contribuzioni e le restituzioni dei prestiti diminuirono, il presidente Young decise di usare i carretti a mano perché i Santi degli ultimi giorni che erano rimasti in Europa erano per la maggior parte poveri. Young credeva inoltre che avrebbe velocizzato il viaggio.
Young propose il piano in una lettera a Franklin D. Richards, presidente della missione europea, nel settembre 1855. La sua lettera venne pubblicata nel Millennial Star, il periodico della Chiesa con sede in Inghilterra, il 22 dicembre 1855, assieme a un editoriale di Richards che approvava il progetto. Il costo della migrazione si stimava così ridotto di un terzo. La risposta fu grandissima: nel 1856 il Perpetual Emigration Fund sostenne il viaggio di 2.012 emigranti europei, quasi il doppio rispetto ai 1.161 nell'anno precedente.

## Equipaggiamento e organizzazione

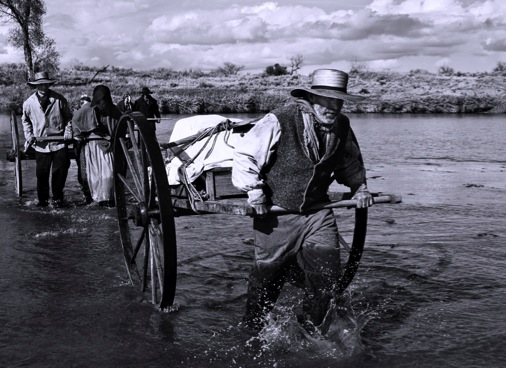
Rievocazione: pionieri attraversano il Platte River, dal documentario della PBS Sweetwater Rescue

Gli emigranti partivano dai porti inglesi (generalmente Liverpool) e viaggiavano via nave a New York o Boston, quindi via ferrovia a Iowa City, nell'Iowa, il capolinea occidentale della linea ferroviaria, dove venivano equipaggiati con carretti a mano e altri approvvigionamenti.
I carretti a mano, costruiti secondo il progetto di Brigham Young, assomigliavano ad una grande carriola, con due ruote del diametro di 5 piedi (1,5 m) e un singolo assale largo 4,5 piedi (1,4 m), e pesante 60 libbre (27 kg). C'erano delle stanghe da tiro di 7 piedi (2,1 m) che correvano da entrambe le parti del fondo e terminavano davanti con una stanga trasversale di 3 piedi (0,9 m). Tale stanga permetteva che il carro fosse spinto o tirato. Il carico era trasportato in un box di circa 3 piedi per 4 piedi (0,9 m per 1,2 m), con pareti di 8 pollici (0,2 m). I carretti a mano portavano generalmente fino a 250 libbre (110 kg) di approvvigionamenti e bagaglio, sebbene fossero in grado di gestire carichi fino a 500 libbre (230 kg). I carretti usati nelle migrazioni del primo anno erano fatti interamente di legno ("carya dell'Iowa o quercia"); negli anni successivi il progetto fu sostituito con uno più robusto, che comprendeva elementi in metallo.
Le compagnie con carretto a mano erano organizzate usando come unità primarie i carretti a mano e le tende per dormire. Cinque persone erano assegnate per ogni carretto a mano, con ciascun individuo che poteva portare un carico limitato a 17 libbre (7,7 kg) tra vestiario ed attrezzatura per dormire. Ogni tenda, rotonda, sorretta da un palo centrale, ospitava 20 occupanti ed era supervisionata da un "capitano di tenda". Cinque tende erano supervisionate dal "capitano di un centinaio" (o "sotto-capitano"). Le provviste per ciascun gruppo di cento emigranti erano trasportate in un carro tirato da buoi, ed erano distribuite dai capitani di tenda.

## 1856: Le prime tre compagnie

Mappa che mostra l'esodo verso ovest della Chiesa di Gesù Cristo dei santi degli ultimi giorni tra il 1846 e il 1869. Sono mostrati anche una porzione dell'itinerario seguito dal Battaglione mormone e il percorso verso la Pista dei Mormoni seguito dalle compagnie con carretto a mano.

Le prime due navi partirono dall'Inghilterra una verso la fine di marzo e l'altra verso la metà di aprile del 1856 navigando verso Boston. Gli emigranti passarono molte settimane ad Iowa City, dove costruirono i loro carretti a mano e furono equipaggiati con approvvigionamenti prima d'iniziare il loro viaggio di circa 1.300 miglia (2.093 km) .
Circa 815 emigranti delle prime due navi furono organizzati nelle prime tre compagnie con carretti a mano, capeggiate dai capitani Edmund Ellsworth, Daniel D. McArthur ed Edward Bunker. I capitani e molti dei sotto-capitani erano missionari che ritornavano alle loro case nello Utah e per tale motivo conoscevano bene la strada.
Attraverso l'Iowa seguirono una strada esistente, di circa 275 miglia (443 km), fino a Council Bluffs, seguendo un percorso che è vicino all'attuale U.S. Route 6. Dopo aver attraversato il fiume Missouri, fecero una pausa per pochi giorni in un avamposto mormone a Florence, nel Nebraska (la Omaha dei giorni moderni) per le riparazioni, prima di iniziare il resto del viaggio, di 1.030 miglia (1.658 km), lungo il Mormon Trail verso Salt Lake City.
Le compagnie ebbero buona fortuna, e i loro viaggi si svolsero generalmente senza avvenimenti di rilievo. Le compagnie di emigranti comprendevano molti bambini e persone anziane, e spingere e tirare i carretti a mano era un lavoro faticoso. Diari e ricordi descrivono periodi di malattia e di fame. Come alle altre compagnie che viaggiavano lungo l'Emigrant Trail, avvenivano decessi lungo la via. Handcarts to Zion, di Hafen e Hafen, elenca 13 decessi nella prima compagnia, 7 nella seconda, e meno di 7 nella terza. Le annotazioni sui diari riflettevano l'ottimismo dei pionieri con carretto a mano, anche in mezzo alle fatiche:
(Emigrante Priscilla M. Evans della terza compagnia.)
Le prime due compagnie arrivarono a Salt Lake City il 26 settembre e la terza seguì meno di una settimana dopo. Si ritenne che le prime tre compagnie avessero dimostrato la fattibilità dell'emigrazione usando carretti a mano.
| Compagnia con carretto a mano | Capitano           | Nave                                                                                               | Arrivati a Iowa City                                       | Partiti da Iowa City | Partiti da Florence | Numero di persone | Numero di morti lungo il percorso | Arrivati a Salt Lake City |
| ----------------------------- | ------------------ | -------------------------------------------------------------------------------------------------- | ---------------------------------------------------------- | -------------------- | ------------------- | ----------------- | --------------------------------- | ------------------------- |
| Prima                         | Edmund Ellsworth   | Enoch Train, salpata il 23 marzo 1856 per Boston                                                   | 12 maggio                                                  | 9 giugno             | 20 luglio           | 274               | 13                                | 26 settembre              |
| Seconda                       | Daniel D. McArthur | Enoch Train, salpata il 23 marzo 1856 per Boston; S. Curling, salpata il 19 aprile 1856 per Boston | dall'Enoch Train, 12 maggio; dal S. Curling, inizio giugno | 11 giugno            | 24 luglio           | 221               | 7                                 | 26 settembre              |
| Terza (gallese)               | Edward Bunker      | S. Curling, salpata il 19 aprile 1856 per Boston                                                   | inizio giugno                                              | 23 giugno            | 30 luglio 30        | 320               | < 7                               | 2 ottobre                 |

## 1856: Le compagnie con carretto a mano di Willie e Martin
Le ultime due compagnie con carretto a mano del 1856 partirono tardi dall'Inghilterra. La nave Thornton, che trasportava gli emigranti che sarebbero diventati la compagnia di Willie, non lasciò l'Inghilterra fino al 4 maggio. Il capo dei Santi degli ultimi giorni sulla Thornton era James G. Willie. Altre tre settimane passarono prima che la Horizon, che trasportava gli emigranti che avrebbero formato la compagnia di Martin, partisse. Le partenze in ritardo potrebbero essere conseguenza delle difficoltà di procurarsi navi in risposta alla domanda inaspettata, ma i risultati sarebbero stati tragici.
A causa delle lente comunicazioni dell'epoca, antecedenti all'invenzione del telegrafo transatlantico, gli agenti della Chiesa nell'Iowa non si aspettavano questi ulteriori emigranti e dovettero fare preparativi frenetici per il loro arrivo. Settimane critiche trascorsero allestendo in fretta i carretti ed equipaggiando le compagnie. Quando le compagnie raggiunsero Florence, altro tempo fu perso facendo riparazioni ai carretti costruiti malamente. L'emigrante John Chislett descrisse i problemi col carretto:
(emigrante John Chislett)
Prima che la compagnia di Willie lasciasse Florence, la compagnia s'incontrò per discutere sulla convenienza di una partenza così tardiva. Poiché gli emigranti non conoscevano il percorso e il clima, rinviarono la questione agli ex-missionari e agli agenti della Chiesa. Uno di tali missionari, Levi Savage, li esortò a passare l'inverno in Nebraska, sostenendo che una partenza così tardiva con una compagnia contenente anziani, donne e giovani avrebbe portato sofferenze, malattie e persino decessi. Tutti gli altri anziani della Chiesa sostennero invece che il viaggio doveva proseguire, con l'ottimistica convinzione che la compagnia sarebbe stata protetta dall'intervento divino. Alcuni membri della compagnia, forse un centinaio, decisero di passare l'inverno a Florence o nell'Iowa, ma la maggioranza, circa 404 (incluso Savage), continuarono il viaggio verso ovest. La compagnia di Willie lasciò Florence il 17 agosto e quella di Martin il 27 agosto. Due compagnie di carri trainati da buoi, guidati dai capitani W.B. Hodgett e John A. Hunt, seguivano la compagnia di Martin.
Vicino a Wood River, in Nebraska, una mandria di bisonti americani causò un fuggifuggi nel bestiame della compagnia di Willie, e circa 30 capi furono persi. Rimasti senza bestiame sufficiente per tirare tutti i carri, fu necessario che ciascun carretto a mano si caricasse di ulteriori 100 libbre (45 kg) di farina
All'inizio di settembre, Franklin D. Richards, di ritorno dall'Europa dove aveva servito come presidente di missione della Chiesa, sorpassò le compagnie di emigranti. Richards e i 12 ex-missionari che lo accompagnavano, che viaggiavano in carrozze e carri leggeri tirati da cavalli e muli, fecero pressioni sullo Utah per ottenere assistenza per gli emigranti.

### Disastro e soccorso
All'inizio di ottobre le due compagnie raggiunsero Fort Laramie, nel Wyoming, dove si aspettavano di essere riforniti di provviste, che tuttavia erano già terminate. Le compagnie dovettero ridurre le razioni di cibo, sperando che le loro provviste sarebbero durate finché non fossero arrivati aiuti dallo Utah. Per alleggerire i carichi, la compagnia di Martin ridusse il bagaglio permesso a 10 libbre (4,5 kg) a persona, eliminando vestiti e coperte, che presto sarebbero stati necessari a causa dell'avvicinarsi della stagione fredda.

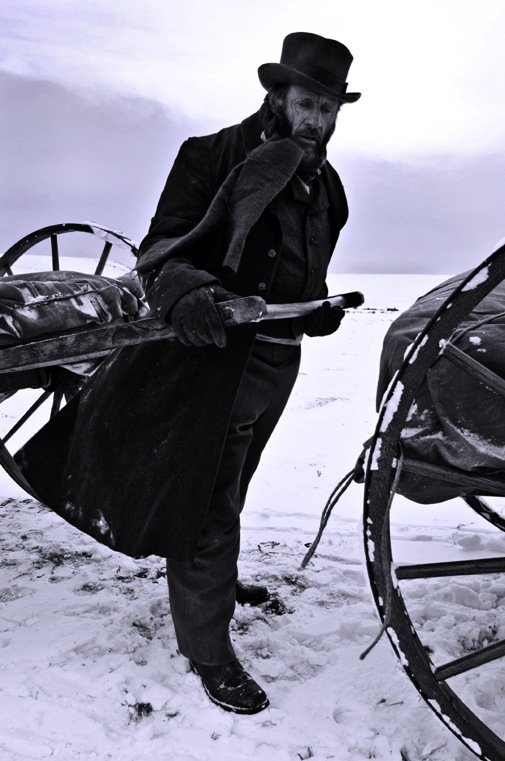
Recita di un uomo che tira un carretto a mano nella neve

Il 4 ottobre il gruppo di Richards raggiunse Salt Lake e conferì con il presidente Brigham Young e altri capi della Chiesa. La mattina seguente la Chiesa si riunì in una conferenza generale in cui Young e gli altri oratori chiesero ai membri della Chiesa di fornire carri, muli, provviste e conduttori di animali per una missione di salvataggio. La mattina del 7 ottobre il primo gruppo di salvataggio lasciò Salt Lake City con carri carichi di cibo e provviste, tirati da squadre di quattro muli con 27 giovani conduttori di animali e soccorritori. Il gruppo elesse George D. Grant come proprio capitano, mentre nel resto di ottobre ulteriori carri vennero preparati e, alla fine del mese, 250 carri di soccorso erano sulla strada.
Nel frattempo, le compagnie di Willie e Martin stavano rimanendo senza cibo e incontravano temperature pungentemente fredde. Il 19 ottobre una forte tempesta di neve (blizzard) colpì la regione, fermando le due compagnie e la squadra di soccorso. La compagnia di Willie si trovava lungo il fiume Sweetwater, mentre si avvicinava allo spartiacque continentale. Un gruppo di esplorazione mandato avanti dalla squadra di soccorso trovò e accolse gli emigranti, diede loro una piccola quantità di farina, li incoraggiò spiegando che presto sarebbero stati salvati e quindi si affrettò oltre per cercare di trovare la compagnia di Martin. I membri della compagnia di Willie erano arrivati alla fine delle loro provviste di farina, perciò iniziarono a macellare gli ultimi stremati capi di bestiame che erano rimasti, mentre il loro numero di morti aumentava. Il 20 ottobre il capitano Willie e Joseph andarono avanti a dorso di mulo attraverso la neve per trovare il convoglio di provviste e informarlo della grave situazione della compagnia. Arrivarono all'accampamento del gruppo di soccorso presso South Pass quella notte ed entro la sera successiva il gruppo di soccorso raggiunse la compagnia di Willie e fornì ai suoi membri cibo e assistenza. Metà del gruppo di soccorso rimase per assistere la compagnia di Willie, mentre l'altra metà proseguì oltre di corsa per raggiungere e assistere la compagnia di Martin. Le difficoltà della compagnia di Willie non erano ancora finite. Il 23 ottobre, due giorni dopo l'arrivo del gruppo principale di soccorso, la compagnia di Willie affrontò la parte più difficile del percorso, l'ascesa del Rocky Ridge. La salita avvenne durante una tempesta di neve che causò la morte di 13 emigranti.
Il 19 ottobre la compagnia di Martin era circa 110 miglia (177 km) più ad est, affrontando l'ultimo attraversamento nel fiume North Platte, presso l'odierna Casper, nel Wyoming. Poco dopo aver terminato l'attraversamento, il blizzard colpì. Molti membri della compagnia soffrirono d'ipotermia o di congelamento dopo aver guadato nell'acqua fredda. Tirarono su un campo a Red Bluffs, impossibilitati a proseguire oltre attraverso la neve.

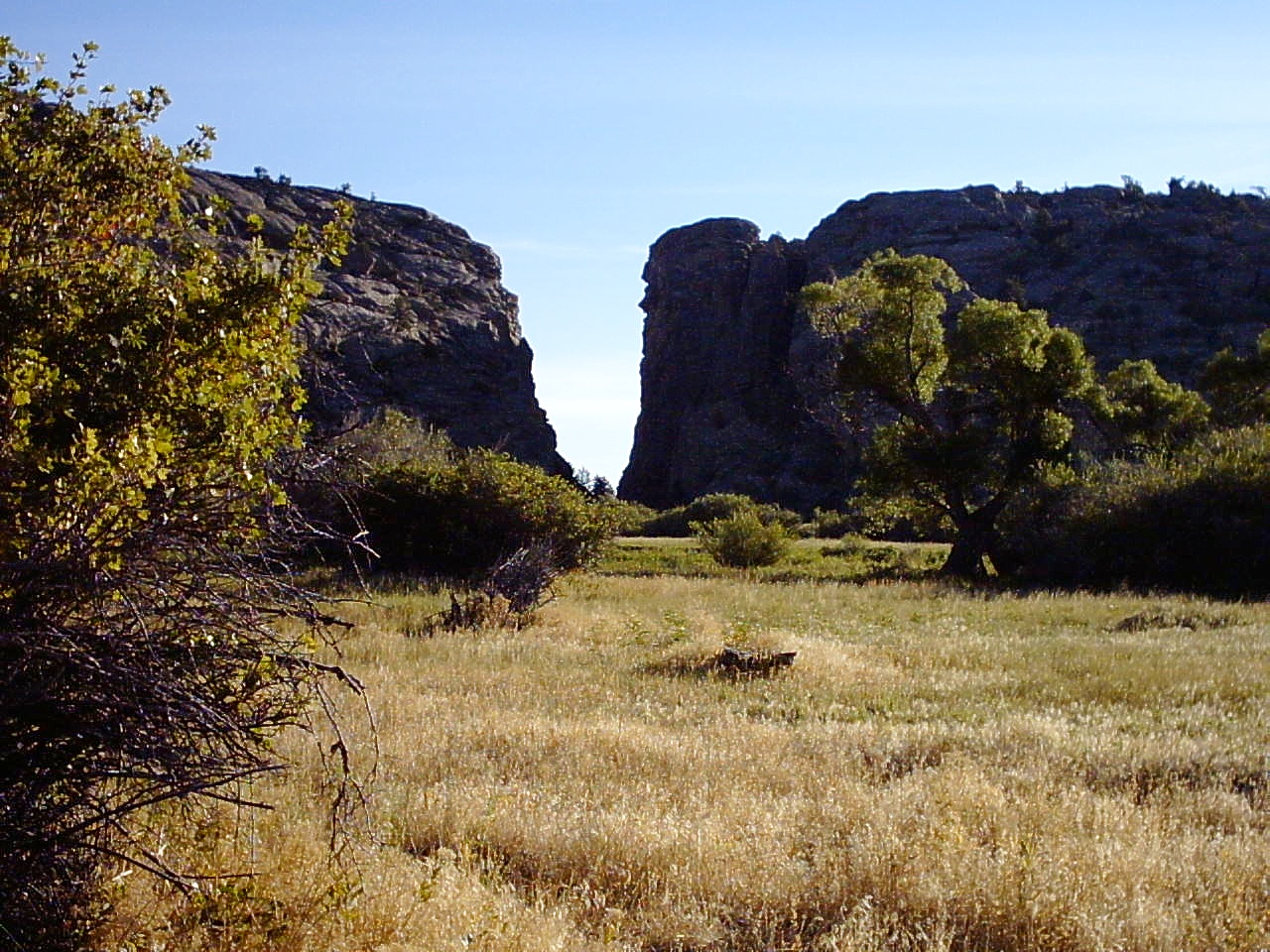
Il Devil's Gate, nel Wyoming

Nel frattempo il primo gruppo di esploratori continuò verso est finché raggiunse un piccolo forte vuoto al Devil's Gate, avendo ricevuto istruzioni di aspettare là il resto del gruppo di soccorso se non avessero trovato la compagnia di Martin. Quando il gruppo principale di soccorso si riunì a loro, venne mandato avanti un secondo gruppo d'esplorazione, formato da Joseph Young, Abel Garr, e Daniel Webster Jones. La compagnia di Martin rimase al proprio campo a Red Bluffs per nove giorni finché i tre esploratori arrivarono, il 28 ottobre. Prima del ritorno degli esploratori erano morti 56 membri della compagnia. Gli esploratori esortarono gli emigranti a rimettersi in movimento. Tre giorni più tardi il gruppo principale di soccorso incontrò la compagnia di Martin e le compagnie di carri di Hodgett e Hunt e li aiutò fino al Devil's Gate.
George D. Grant, che capeggiava il gruppo di soccorso, riferì al presidente Young:
(George D. Grant)

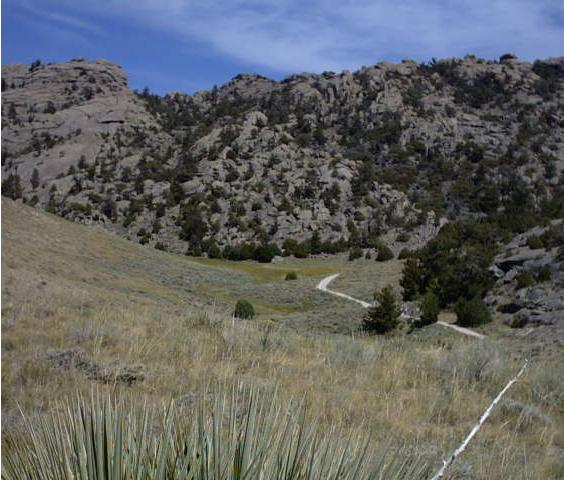
Martin's Cove nel Wyoming

Al Devil's Gate il gruppo di soccorso scaricò i bagagli trasportati nei carri delle compagnie di carri di Hodgett e Hunt che seguivano la compagnia di Martin in modo che i carri potessero essere usati per trasportare gli emigranti più deboli. Un piccolo gruppo rimase a Devil's Gate per tutto l'inverno per proteggere le proprietà. Il 4 novembre la compagnia dovette attraversare il fiume Sweetwater, che è profondo circa 2 piedi (0,6 m) e largo da 90 a 120 piedi (da 27 a 37 m). Il fiume era pieno di ghiaccio galleggiante. I giovani del gruppo di soccorso (i resoconti menzionano George W. Grant, C. Allen Huntington, David Patten Kimball, e Stephen W. Taylor) passarono la maggior parte del giorno tirando carretti e trasportando molti degli emigranti attraverso il fiume. Andrew Jensen affermò successivamente che alcuni dei giovani soccorritori morirono per gli effetti dell'esposizione prolungata al freddo. Il tempo rigido costrinse la compagnia di Martin a fermarsi per altri 5 giorni al Martin's Cove, poche miglia ad ovest del Devil's Gate.
Il gruppo di salvataggio scortò gli emigranti di entrambe le compagnie ancora attraverso neve e tempo rigido mentre i loro membri continuavano a morire per malattia ed esposizione prolungata al freddo. La compagnia di Willie arrivò a Salt Lake City il 9 novembre; 68 membri della compagnia avevano perso la vita.
Nel frattempo, un ulteriore gruppo di soccorso con 77 squadre di animali da tiro e carri stava dirigendosi verso est per fornire nuova assistenza alla compagnia di Martin. Dopo aver passato Fort Bridger, i capi di questo gruppo di soccorso conclusero che la compagnia di Martin avrebbe dovuto trascorrere l'inverno a est delle Montagne Rocciose, quindi tornarono indietro. Quando gli fu detto che questo gruppo di soccorso stava tornando, Young ordinò al corriere di raggiungerli e dire loro di tornare indietro verso est e di continuare finché non avrebbero trovato la compagnia con i carretti a mano, ma molti giorni erano stati persi. Il 18 novembre questo ulteriore gruppo incontrò la compagnia di Martin che era in grande necessità di approvvigionamenti. Alla fine tutti i membri del gruppo con carretti a mano erano a quel punto in grado di viaggiare sui carri. I 104 carri che trasportavano la compagnia di Martin arrivarono a Salt Lake City il 30 novembre; almeno 145 persone della compagnia avevano perso la vita. Molti dei sopravvissuti dovettero subire l'amputazione di dita delle mani, dita dei piedi o arti a causa del grave congelamento.
Dopo che le compagnie erano arrivate nello Utah, i residenti aprirono le proprie case agli emigranti nuovi arrivati, nutrendoli e prendendosi cura di loro per tutto l'inverno. Gli emigranti si sarebbero alla fine diretti agli insediamenti dei Santi degli ultimi giorni sparsi nello Utah e nel West.
| Compagnia con carretto a mano | Capitano        | Nave                                            | Arrivati a Iowa City | Partiti da Iowa City | Partiti da Florence | Numero di persone                                  | Numero di morti lungo il percorso | Arrivati a Salt Lake City |
| ----------------------------- | --------------- | ----------------------------------------------- | -------------------- | -------------------- | ------------------- | -------------------------------------------------- | --------------------------------- | ------------------------- |
| Quarta o Compagnia di Willie  | James G. Willie | Thornton, salpata il 4 maggio 1856 per New York | 26 giugno            | 15 luglio            | 17 agosto           | ~500 lasciarono Iowa City; 404 lasciarono Florence | 68                                | 9 novembre                |
| Quinta o Compagnia di Martin  | Edward Martin   | Horizon, salpata il 25 maggio 1856 per Boston   | 8 luglio             | 28 luglio            | 27 agosto           | 576                                                | >145                              | 30 novembre               |

### Responsabilità per la tragedia
Lo storico del west americano, Wallace Stegner, ha definito il progetto inadeguato e ha descritto le decisioni imprevidenti che avrebbero condotto alla tragedia in questo modo:
(Wallace Stegner)
Già il 2 novembre 1856, mentre le compagnie di Willie e Martin stavano ancora compiendo la loro strada verso la salvezza, Brigham Young replicò alle critiche mossegli riguardo alla conduzione della spedizione rimproverando Franklin Richards e Daniel Spencer per aver permesso alle compagnie di partire così tardi. Tuttavia, a dire di molti autori, il responsabile della tragedia sarebbe stato Young in quanto autore del piano. Ann Eliza Young, figlia di uno dei costruttori di carretti e in precedenza una delle diverse mogli di Brigham Young (che era poligamo), descrisse il piano dell'ex-marito come una "politica dal sangue freddo, macchinosa e blasfema". Gli storici sono discordi sulle responsabilità di Richards: a dire di Stegner fu utilizzato come capro espiatorio per coprire gli errori fondamentali di progettazione di Young, mentre al contrario Howard Christy, professore emerito alla Brigham Young University, riconosce le sue responsabilità sul disastro, sostenendo che, in qualità di ufficiale di grado più alto a Florence, nell'area del Nebraska, avrebbe potuto, con la sua autorità, fermare la loro partenza tardiva evitando la tragedia.
Molti sopravvissuti della tragedia si rifiutarono di dare la colpa a qualcuno. Il sopravvissuto John Jacques scrisse "Non do la colpa a nessuno. Non sono ansioso di dare la colpa a nessuno... Non ho nessun dubbio che coloro che ebbero a che fare con la gestione intesero bene e cercarono di fare il meglio che poterono nelle circostanze." Un altro sopravvissuto, Francis Webster, fu citato per aver detto, "Sono spiacente di aver scelto di venire con un carretto a mano? No. Né allora né qualunque minuto della mia vita da allora. Il prezzo che noi pagammo per familiarizzare con Dio fu un privilegio da pagare e io sono grato di essere stato privilegiato di arrivare nella compagnia con carretti a mano di Martin." D'altra parte, il sopravvissuto John Chislett, che più tardi avrebbe lasciato la Chiesa, scrisse amaramente che Richards prometteva loro che "saremmo arrivati a Sion in sicurezza."
Nel maggio 2006, un gruppo di esperti ricercatori alla conferenza annuale della Mormon History Association diede la colpa della tragedia al modo in cui venne condotta la spedizione. Lyndia Carter, una storica dei percorsi degli emigranti, disse che Franklin D. Richards "fu responsabile, a mio parere, per la partenza tardiva" perché "egli fece partire la palla di neve giù per la pendenza" che alla fine "si sommò fino al disastro". Christy concorda che "il comando dall'alto, fin dall'inizio, fu seriamente scarso di decisioni ferme." Robert Briggs, un avvocato, disse "È quasi una cosa scontata... c'è la prova della negligenza. C'è stata una cattiva gestione da parte di tutti i capi fino a Brigham Young." D'altra parte, Rebecca Bartholomew e Leonard J. Arrington scrissero "Le memorie di ciò che fu forse il peggior disastro nella storia della migrazione western sono state alleviate da ciò che potrebbe anche essere considerato come il più eroico salvataggio della frontiera mormone."

## 1857–60: Le ultime cinque compagnie
Parecchie lezioni furono imparate dal disastro del 1856, lezioni che permisero alla Chiesa di continuare ad impiegare il sistema dei carretti a mano evitando un altro disastro. Mai più una compagnia con carretto a mano sarebbe partita più tardi del 7 luglio. La costruzione dei carretti a mano fu modificata per rinforzarli e ridurre le riparazioni. I carretti a mano sarebbero stati ora regolarmente ingrassati, mentre furono presi accordi per rifornire provviste lungo il percorso.
Per il 1857 il Perpetual Emigration Fund era esaurito: quasi tutti gli emigranti con carretto a mano per quell'anno e per quelli successivi dovettero pagare da sé. Con i costi aumentati il numero di emigranti con carretto a mano crollò dai circa 2.000 nel 1856 ai circa 480 nel 1857. Ciò nonostante, nel 1857 due compagnie fecero il viaggio. Entrambe le compagnie arrivarono a Salt Lake City entro il 13 settembre. Forse l'avvenimento più notevole fu il gesto generoso di un capitano dell'U.S. Army della guerra dello Utah, che, sulla via dello Utah per affrontare Young e i mormoni, donò un bue agli emigranti affamati.
Con l'incertezza causata dalla guerra dello Utah, la Chiesa sospese l'emigrazione europea per il 1858. Nel 1859 una compagnia con carretto a mano attraversò le pianure. Gli emigranti potevano ora viaggiare in ferrovia fino a St. Joseph nel Missouri, dopo di che giungevano su barche fluviali a Florence dove venivano equipaggiati con carretti a mano e provviste. Quando la compagnia del 1859 raggiunse Fort Laramie, scoprirono che le loro provviste si stavano esaurendo, perciò ridussero le razioni. Quando raggiunsero il Devil's Gate la farina finì. L'emigrante Ebeneezer B. Beesley riportò che in un'occasione un gruppo di rudi trapper nutrirono gli affamati emigranti. Uno dei trapper chiese quindi ad una giovane della compagnia di stare con lui, richiesta alla quale la stanca donna acconsentì. (William Atkin ricorda un'altra versione della storia, in cui due ragazze sposarono due trapper.) La fame peggiorò quando, raggiunto Green River, gli emigranti scoprirono che le provviste attese non erano disponibili. Tre giorni dopo un provvidenziale incontro con dei carri che portavano provviste dallo Utah salvò finalmente gli emigranti affamati.
Le ultime due compagnie con carretti a mano fecero il viaggio nel 1860, seguendo ancora il percorso via St. Joseph. Benché il tragitto continuasse ad essere difficoltoso per gli emigranti, queste compagnie non incontrarono grosse difficoltà nel corso del viaggio e difatti si verificarono pochi decessi.
Dopo il 1860 i carretti a mano non vennero più usati. La chiesa realizzò un nuovo sistema d'immigrazione, con il quale gruppi di carri viaggiavano in primavera ad est da Salt Lake City e in estate ritornavano con gli emigranti. La prima ferrovia transcontinentale iniziò ad essere costruita, e il capolinea della ferrovia si spostava gradualmente verso ovest, accorciando il tragitto.
| Compagnia con carretto a mano | Capitano               | Nave | Arrivati a Iowa City | Partiti da Iowa City | Partiti da Florence | Numero di persone | Numero di morti durante il tragitto | Arrivati a Salt Lake City |
| ----------------------------- | ---------------------- | --- | -------------------- | -------------------- | ------------------- | ----------------- | ----------------------------------- | ------------------------- |
| Sesta                         | Israel Evans           | George Washington, salpata il 27 marzo 1857 per Boston                                                                   | 30 aprile            | 22 maggio            | 20 giugno           | 149               | Sconosciuto (>0)                    | 11 settembre              |
| Settimo (scandinavi)          | Christian Christiansen | L.N. Hvidt, salpata il 18 aprile 1857 da Copenaghen per la Bretagna; Westmoreland, salpata il 25 aprile per Philadelphia | 9 giugno             | 13 giugno            | 7 luglio            | ~330              | ~6                                  | 13 settembre              |
| Ottava                        | George Rowley          | William Tapscott, salpata 11 aprile, 1859 per New York                                                                   | -                    | -                    | 9 giugno            | 235               | ~5                                  | 4 settembre               |
| Nona                          | Daniel Robison         | Underwriter, salpata il 30 marzo 1860 per New York                                                                       | 12 maggio (Florence) | -                    | 6 giugno            | 233               | 1                                   | 27 agosto                 |
| Decima                        | Oscar O. Stoddard      | William Tapscott, salpata l'11 maggio 1860 per New York                                                                  | 1º luglio (Florence) | -                    | 6 luglio            | 124               | 0                                   | 24 settembre              |

## Eredità culturale
I pionieri con carretto a mano e la migrazione dei carretti a mano sono una parte importante della cultura, della musica e della narrativa della Chiesa di Gesù Cristo dei santi degli ultimi giorni. Arthur King Peters descrisse l'importanza di questa parte della storia dei mormoni in Seven Trails West:
(Arthur King Peters, Seven Trails West)
Wallace Stegner lodò l'esempio delle persone nelle compagnie con carretto a mano, particolarmente a paragone con altri gruppi di pionieri:
(Wallace Stegner)

### Rievocazioni storiche
Le rievocazioni storiche, in cui un gruppo vestito in abbigliamento del XIX secolo viaggia per uno o più giorni spingendo e tirando carretti a mano, sono diventate popolari tra i rioni dei Santi degli ultimi giorni, gruppi di giovani, e famiglie. Le rievocazioni sono state spesso lodate dai capi dei Santi degli ultimi giorni; per esempio, M. Russell Ballard del Quorum dei Dodici Apostoli disse, 
([M. Russell Ballard del Quorum dei Dodici Apostoli)
Le rievocazioni sono diventate così popolari che il Bureau of Land Management sta studiando l'impatto sul percorso e sul suo ambiente, specialmente nella zona attorno a Rocky Ridge, nel Wyoming. Secondo il Casper Star-Tribune, il Bureau of Land Management ha dovuto imporre una tassa per controbilanciare il costo di monitorare l'impatto di coloro che svolgono le rievocazioni e altri campeggiatori sul percorso.
Una ricostruzione del disastro con carretti a mano del 1856 venne mostrata nel programma Wild West Tech di History Channel.

### 150º anniversario
Parecchi eventi si tennero durante il 2006 per commemorare il 150º anniversario delle compagnie con carretto a mano del 1856
- La conferenza della Mormon History Association del 2006 si tenne a Casper nel Wyoming dal 25 maggio al 28 maggio e presentò un concerto d'opera, appositamente commissionato, di Harriet Petherick Bushman, "1856: Long Walk Home," così come molte pubblicazioni di ricerca sui percorsi con carretto a mano.[60]
- Dal 9 giugno all'11 giugno, si tennero un simposio e un festival ad Iowa City per l'anniversario della partenza della prima compagnia. Gordon B. Hinckley, l'allora Presidente della Chiesa di Gesù Cristo dei santi degli ultimi giorni, parlò al caminetto della cerimonia di chiusura.[61]
- Un musical chiamato 1856, prodotto da Cory Ellsworth, un discendente di Edmund Ellsworth, fu messo in scena a Mesa (Arizona), e a Salt Lake City nel luglio 2006.[62]
- Il cineasta Lee Groberg e lo scrittore/storico Heidi Swinton realizzarono un documentario per il PBS, Sweetwater Rescue: The Willie & Martin Handcart Story, che mostra rievocazioni del salvataggio. Il film di un'ora fu mostrato con diffusione nazionale negli Stati Uniti d'America il 18 dicembre 2006. Fu inoltre pubblicato un libro d'accompagnamento.[63]
- La Brigham Young University pubblicò sul proprio sito web il diario quotidiano della compagnia con carretto a mano di Willie Handcart.[64]